# Reitsema (borg)
Reitsema is de naam van een voormalige borg bij het Groningse dorp Grijpskerk. De naam van de borg komt waarschijnlijk van de familie Reitsema.

## De Reitsema's en Grijpen
De namen Here, Yne en Rixt Reitsema worden genoemd onder de inwoners van het Westerkwartier tussen 1445 en 1448 (Yne (of Ine) en Here waren betrokken bij een vechtpartij die werd gedocumenteerd), maar hun woonplaats wordt niet vermeld, waardoor het verband met het (latere) dorp Grijpskerk onzeker is. Wel lag er waarschijnlijk een Reitsemaheerd met steenhuis ten zuiden van (het latere) Grijpskerk, waaromheen zich de Reitsemalanden bevonden, die nu doorsneden worden door de spoorlijn Groningen-Leeuwarden en liepen tot aan de Tarjat ("tochtriet"), die later werd vergraven tot het Hoerediep (hoere = hore = slijk).
Later woonden leden van de brouwersfamilie Grijp uit de stad Groningen op de borg, waarvan de naam van Nikolaas Grijp in verband wordt gebracht met de stichting van een kerk in 1504 (volgens een gevelsteen), waarnaar later het dorp Grijpskerk werd vernoemd. Of Nicolaas Grijp werkelijk op de borg heeft gewoond is niet met zekerheid te zeggen, daar zijn naam niet voorkomt in documenten uit die tijd. Wel was een zekere Nicolaas Grijp tussen 1483 en 1503 priester van de Der Aa-kerk in de stad Groningen.
Begin 16e eeuw werd de borg vererfd op de joffer Yeye, die waarschijnlijk dezelfde Yeye was die trouwde met de hoofdeling van Grijpskerk Teso Kater en hoogstwaarschijnlijk voluit dezelfde is als Yeye Grijp die in documenten van rond 1500 voorkomt. Door dit huwelijk kwam de borg van de Grijpen in handen van Teso Kater.

## De Burmania's
Zijn dochter Bawe (of Bouwe) Kater huwde met Joost (of Joest) van Burmania (een Fries geslacht uit Hitzum), die in 1541 als een van de hoofdelingen van Grijpskerk wordt genoemd naast Claes Clant. Haar zus Henrica Kater huwde rond die tijd met Johan van Ewsum van de havezate Mensinge te Roden. Deze Johan van Ewsum ging een maatschap aan met Reinold van Burmania (de drost van Coevorden) en zijn neef Reineke van Burmania uit Leeuwarden. Het doel van deze maatschap was het opzetten van een veenderij bij Veenhuizen, maar deze overeenkomst werd uiteindelijk met een ruzie opgebroken. Na de dood van Henrica Kater trouwde Johan van Ewsum met een dochter van Bawe en Joost; Anna van Burmania. 
Na de dood van Joost ierven zijn zonen Claes en George van Burmania de Reitsemaborg en worden ook hoofdeling van Grijpskerk. Na de dood van hun moeder Bawe kreeg Claes, die naast hoofdeling ook jonker werd genoemd, de borg. Johan van Ewsum probeerde Anna's broer Claes over te halen om mee te doen aan de turfwinning, maar opnieuw mislukte dit daar beiden nog voor een overeenkomst werd bereikt al ruzie kregen. De relatie tussen beide families was verslechterd en toen Claes en Anna beiden als erfgenamen overbleven bereikte de ruzie een hoogtepunt met de vraag wie de goederen van de Burmania's zou moeten erven, die voor het Hof van Friesland werd uitgevochten met een langdurig proces. Dit proces kostte de beide erfgenamen, die allebei reeds in geldnood verkeerden, nog meer geld en al tijdens het leven van hun vader Joost moest steeds weer geld op onderpand van vaste goederen worden opgenomen. Na de dood van Joost in 1544 liepen de schulden door toedoen van Bawe nog veel sneller op. De leningen kwamen na verloop van tijd op naam van Claes en zijn broers, Jurjen en George. Claes' schuldeisers probeerden hun leningen te innen door de borg en een aantal schilderijen in 1576 de verkoop te zetten. Dit werd echter op een of andere manier verhinderd. Een jaar later wist Claes de positie van gedeputeerde van de Ommelanden in de Staten-Generaal te bereiken, maar raakte kort daarop betrokken in de Tachtigjarige Oorlog. Hij vocht in 1580 tegen Rennenberg, maar stierf reeds een jaar later in 1581. In die tijd was het door de oorlogshandelingen ondoenlijk om de schulden te innen en kregen veel borgheren en grote boeren met schulden 'uitstelling van betaling wegens overmacht'. Claes' dochters Eva en Edda erfden de borg (en schulden), toen Bourmanniasaete genoemd, maar woonden waarschijnlijk in Leeuwarden.

## De Van Asschendorpers
Na de dood van Claes en de Reductie van Groningen van 1594 kwamen de schuldeisers (of hun erfgenamen) weer terug bij de Burmania's en zorgden ervoor dat de borg gerechtelijk werd verkocht op 3 september 1595.
Eva en Edda Burmania verkochten de borg met 80 grazen land daarbij aan Peter Potter, die de makelaar was voor de familie Van Asschendorp (een brouwersfamilie uit Groningen), voor het bedrag van 85 Emder gulden per gras. Onderdeel van het verkochte bezit vormden ook 31 huisjes en hutten langs de Herestraat (de hoofdstraat van Grijpskerk). Hiermee kwam de borg in handen van Ursula Canters, die op dat moment de weduwe was van Evert van Asschendorp, die door de koning van Engeland in de adelstand zou zijn verheven. Na haar dood kwam de borg aan haar zoon Evert (of Everhardus), die de titel van jonker erfde van zijn vader en trouwde in 1609 met de freule Frederica Rengers. Hij was medefinancier van de herbouw van de kerk van Grijpskerk, die eerder, in 1582, was verwoest door stropende oorlogsbenden (volgens Verdugo hadden de boeren het gedaan, die 'heulden' met de vijand Willem Lodewijk). Na zijn dood werd de borg vererfd op zijn zoon, eveneens Evert (of Everhardus) van Asschendorp genoemd, die de borg waarschijnlijk vererfde op zijn zoon Johan Everhard na zijn dood (voor 1646). Johan Everhard trouwde met Gesina Clant in 1664, maar raakte zo zwaar in de schulden, dat hij de borg moest verkopen per gerechtelijke verkoop in 1675. De grafstenen voor hem en zijn vrouw (die hij blijkbaar nog voor de verkoop had laten plaatsen, zijn nog wel te vinden in de hervormde kerk van Grijpskerk, maar de sterfdatum ontbreekt en de tekst op de graven is onvoltooid.

## Laatste jaren
De borg en alle toebehoren werden daarop in 1675 verkocht voor 24.500 Gulden aan Barbera van Wingen, de weduwe van Siger Siegers, wiens zoon Albert Sigers na haar dood in 1678 de borg in handen kreeg. Na zijn dood in 1692 kreeg zijn zoon Anchises Frederick Sigers de borg, die deze in 1701 verkocht aan Lucas Clant van Aykema en Carel Ferdinand van Inn- en Kniphuizen van de borg Nienoord. Rond 1730 was de borg reeds gesloopt, daar er toen alleen nog werd gesproken van een hornleger, singel en een laan. In 1768 had van Inn- en Kniphuizen samen met zijn vrouw Geertsema-Clant het nog in mandelig (gemeenschappelijk) bezit en was er een huis gebouwd.